# Stolp SA-300 Starduster Too
Stolp SA-300 Starduster Too je sportski dvokrilac s dva sjedala u tandemu. Nastao je u američkoj tvrtki  "Stolp" 1960. godine a na tržište je ponuđen u kitu za samogradnju. Avion pokreće jedan Lycoming O-360-A1A motor. Starduster je izrađen za sportsku i privatnu uporabu te nije planiran za akrobatsko letenje ali ga radi njegove dovoljno jake konstrukcije mnogi vlasnici koriste i u tu svrhu. 

## Povijesni razvoj
Prvi Starduster jednosjed namijenjen amaterskim graditeljima dizajnirali su Lou Stolp i George Adams a poletio je u studenom 1957. godine. Sredinom 1960-ih Lou dizajnira proširenu inačicu s dva sjedala u tandemu, Starduster Too.
Osnovna struktura aviona je izrađena od čeličnih cijevi i limenih ploča a za njihovo sastavljanje ne treba nikakva strojna obrada što je prednost za prosječne kućne graditelje.  Ramenjače krila su od smreke a rebra M-6 aeroprofila su izrađena od šperploče.

## Tehničke karakteristike
Osnovne karakteristike
- dužina: 5,49 m
- raspon krila: 7,32 m
- visina: 2,29 m

Letne karakteristike
- ekonomska brzina: 209 km/h
- dolet: 965 km
- brzina penjanja: 9,1 m/sec
- najveća visina leta: 4.877 m
- motor: Lycoming  O-360